# 武田羅梨沙多胡
武田 羅梨沙 多胡（たけだ らりさ たご、ポルトガル語: Larissa Takeda Tago、9月30日 - ）は、日本の女性声優。愛知県岡崎市出身。アイムエンタープライズ所属。

## 経歴
高校生の時は漫画研究会に所属。クラブに声優好きな友人がいたことから、声優の職業を意識するようになった。声優志望の友人の付き添いで声優関連の専門学校へ体験入学に行き、声優業に興味を持ったが、当時はイラストレーターやデザイナーを志していたため、名古屋モード学園グラフィック学科に入学した。
18歳の時に、専門学校に通いながら受講できる日本ナレーション演技研究所（通称・日ナレ）の名古屋校に7月生として入所。基礎科、本科、研修科とレッスンを受けた後、アイムエンタープライズの所属を機に上京。研修科2年目からは、日ナレの池袋校に通った。
2017年、『僕の彼女がマジメ過ぎるしょびっちな件』の有山雫役で、アニメ初のメインキャラクターを務める。
2023年5月にマリン・エンタテインメントによって結成された声優ユニット「Flowords」（フラワーズ）のメンバー。
同年9月8日には、セルフプロデュースを掲げてYouTubeチャンネルを開設。自身で制作したアバターを使用した個人ストリーマー活動を開始する。

## 人物
父親が日系ブラジル人三世。母方の姓が武田、父方の姓が多胡、名前が羅梨沙である。ブラジル名は一般的に「個人の名+母方の姓+父方の姓」であるため、Larissa Takeda Tago となる。日本で活動するにあたり母方の姓を先頭に出し、名前を日本風にしたとのこと。
かつてイラストレーターを志していた通り、絵を描くことが好き。声優になってからもイラストを描いており、ラジオどっとあい『武田羅梨沙多胡からのラリレター』ではリスナーから投稿されたストーリーをもとにイラストを描いたりなど、仕事でもイラストを描く機会が増えている。また、同人誌即売会・コミックマーケットへの出展にも挑戦してみたいと、トーク番組内で語っている。
趣味はスポーツ、歌を歌うこと、写真を撮ること。特技は絵を描くこと、デザイン。
名古屋モード学園では夜まで課題に没頭する日々だったが、週に1日だけ早めに帰れる時だけ日ナレに通っていた。それまで武田は演技経験がなく、日ナレで初めてマイクの前でレッスンした時は、あまりにも棒読みだったことに愕然とし「声優になるのは無理かも」と落ち込んだこともあった。
アイムエンタープライズの合格が決まった時、別の会社の最終面接まで進んでいたが最終面接を辞退して退路を断ち、声優として活動する覚悟を固めた。しかし所属して、すぐに声優の仕事はもらえなかったため焦ったという。

## 出演

### テレビアニメ
2017年
- アイカツスターズ!（2017年 - 2018年、女の子、ステラ）
- ラブライブ!サンシャイン!!（女子生徒）
- 僕の彼女がマジメ過ぎるしょびっちな件（有山雫）
- アイドルマスター シンデレラガールズ劇場（2017年 - 2018年、喜多見柚） - 2シリーズ
- キノの旅 -the Beautiful World- the Animated Series（子供B）

2018年
- 斉木楠雄のΨ難（女子生徒A）
- バジリスク 〜桜花忍法帖〜（子供、男の子）
- ゴールデンカムイ（子供たち）
- ガンダムビルドダイバーズ（スー）
- Butlers〜千年百年物語〜（女性）
- PERSONA5 the Animation（女性客B）
- ハッピーシュガーライフ（バイト女子、宮崎すみれ）
- はねバド!（白石スズ）
- ちおちゃんの通学路（牧山の彼女）
- ベルゼブブ嬢のお気に召すまま。（ねこ、財務部職員）

2019年
- バミューダトライアングル 〜カラフル・パストラーレ〜（ソナタ）
- とある科学の一方通行（女子高生）
- 俺を好きなのはお前だけかよ（カリスマ群D子）

2020年
- マギアレコード 魔法少女まどか☆マギカ外伝（クラスメイト）
- 半妖の夜叉姫（翡翠〈赤子時代〉）
- アクダマドライブ（処刑課、民衆）
- 無能なナナ（生徒）

2021年
- 蜘蛛ですが、なにか?（アナ、手鞠川咲）

2022年
- その着せ替え人形は恋をする（2022年 - 2025年、菅谷乃羽） - 2シリーズ
- シャドウバースF（2022年 - 2024年、風祭レン、アミロス）

2023年
- クレヨンしんちゃん（2023年 - 2025年、店員、店員D）
- ゾン100〜ゾンビになるまでにしたい100のこと〜（さくら）

2024年
- ポケットモンスター（ユノ）
- 菜なれ花なれ（杏那・アヴェイロ）

2025年
- パズドラ（ソアラ）

### 劇場アニメ
- ペンギン・ハイウェイ（2018年、オノさん）
- 劇場版 ソードアート・オンライン -プログレッシブ- 星なき夜のアリア（2021年）

### Webアニメ
- 焼肉店センゴク（2017年、鯱頭アオイ[16]）
- アイドルマスター シンデレラガールズ劇場（2017年 - 2020年、喜多見柚[11]） - 2シリーズ[一覧 3]
- CINDERELLA GIRLS 10th Anniversary Celebration Animation ETERNITY MEMORIES（2022年、喜多見柚）

### ゲーム
2016年
- 天空のクラフトフリート（マフェット）

2017年
- 強くてNEW GAME（トモエ、ナイア）
- スマッシュ&マジック（ネネリー）
- 城姫クエスト 極（長浜城、村上城）
- アイドルマスター シンデレラガールズ（2017年 - 2024年、喜多見柚） - 3作品
- 輝星のリベリオン（カドモス）
- 編隊少女 -フォーメーションガールズ-（トモハタ・リリコ）

2018年
- あなたの四騎姫教導譚（モノマリア）
- 共闘ことばRPG コトダマン（2018年 - 2019年、ン神アヤトリ、ヤツ橋マリス、リンゴ飴ジロ、シュンシー、シメシメ、ククリスタ）
- アビス・ホライズン（古鷹、チャージャー、アーカンソー）
- 23/7 トゥエンティ スリー セブン（シグルドリーヴァ）
- 刀使ノ巫女 刻みし一閃の燈火（福田佐和乃）
- グランドチェイス-次元の追跡者（デレヤン、ビオラ、アルカポネ）
- クイズRPG 魔法使いと黒猫のウィズ（シマリ・マキオ、空鳴トヨミ、ガンコナー、紅鬼ユリカ）
- イドラ ファンタシースターサーガ（キバキ）
- キュイディメ（オムライス、飲み物）

2019年
- モンスターストライク（2019年 - 2022年、ジュラザリナ、サマイラ、ゲオルギオス）
- ルルアのアトリエ 〜アーランドの錬金術士4〜（イエルチェ・エレミース）
- アッシュアームズ-灰燼戦線-（ハリケーンMK.Ⅰ、Bf110C-4 ）
- 社長、バトルの時間です!（シキ・モミジ）
- アートコードサマナー（フランシスコ・デ・ゴヤ）

2020年
- ART CODE SUMMONER（フランシスコ・デ・ゴヤ）
- プロジェクト東京ドールズ（ニパ子）
- 逆転オセロニア（アウラ）
- アズールレーン（マーブルヘッド）
- ラストピリオド -終わりなき螺旋の物語-（ラオ）

2021年
- 毎日こつこつ俺タワー（ニパ子）
- 東方ダンマクカグラ（洩矢諏訪子）

2022年
- みんなで早押しクイズ（星川コノミ）

### ドラマCD
- うちの娘の為ならば、俺はもしかしたら魔王も倒せるかもしれない。（クロエ・シュナイダー[42]）

### 吹き替え
- フィール・ザ・ビート（ウーナ）

### ラジオ
※はインターネット配信。
- ラジオどっとあい 武田羅梨沙多胡からのラリレター（2018年、AG-ON Premium※・超!A&G+※）[43]
- 中島由貴・武田羅梨沙多胡のかわいいラジオ（2018年 - 2021年、FRESH! 響チャンネル※）[44]
- 武田羅梨沙多胡・山根綺のぐろばる（2020年、超!A&G+※・AG-ON Premium※）[45]

### インターネット番組
- 『23/7 トゥエンティ スリー セブン』バース7放送局（2018年、ニコニコ生放送・YouTube Live） - アシスタント[46]
- らりルゥれろ（2018年 - 2025年、ニコニコ生放送）[47]
- ニパてれ ～地球でしてみたあんなこと～（2019年、あにてれ　ニパ子）
- ニパ子のアルティメットラジオ（2020年、あにてれ　ニパ子)
- 小市眞琴・武田羅梨沙多胡・ながえゆあ の『お絵かきDIY！』（2021年 - 、ニコニコチャンネル（ニコニコ生放送））
- 新田ひより・武田羅梨沙多胡の記憶に残らない番組（2024年 - 、YouTube）[48]

### テレビ番組
- 愉快なキャラたちがワイプで見守る話 シーズン1 味噌だけで10 本いきます（CBC、2024年8月9日・16日） - 車塚みよ役 (project758)

### 映像商品
- 佳村はるかのマニアックデート Vol.2（2018年）[49]
- アイドルマスター シンデレラガールズ小劇場 第2巻（2018年）[50]
- THE IDOLM@STER CINDERELLA GIRLS Live Broadcast 24magic 〜シンデレラたちの24時間生放送！〜（2021年）[51]

### デジタルコミック
- 幽霊になったからパンツ見せてもバレないよね!?（2021年、魂野こわた[52]）
- 野球場でいただきます（2022年、亀井[53]）
- ネオンヴァンパイア（2022年、ガミーの姉[54]）
- 殺っちゃん（2022年、女子[55]）
- ブザーをならせ!!（2022年、三毛美祢子[56]）
- ダンジョンの幼なじみ（2022年、ハッピーさん[57]）
- すごい年の差夫婦の話（2022年、エリーさん[58]）

### オーディオドラマ
- 西野 〜学内カースト最下位にして異能世界最強の少年〜（2019年、リサちゃん[59]）
- 歌舞伎まるごとストーリー「あらすじえもん」キュウリが丘女学院NARUKAMI!（2019年8月9日、錦野まい[60]）
- ふたごの恋の事情 そっくり姉妹が似てない兄弟に恋してる!?（2022年、宮本歌羽[61]）

### その他コンテンツ
- よるのばけもの オーディオブック（2018年、井口）
- 明治維新150年記念歴史アニメーション「徳川斉昭と弘道館物語〜学びが人を創り人が道をつくる〜」（2018年、少年3[62]）
- 声優がドラマに出たらこうなりました。〜聖地創成プロジェクト〜 第10回 - 第12回[63]（2020年）

## ディスコグラフィ

### キャラクターソング
| 発売日   | 商品名                                                                                                  | 歌 | 楽曲                                        | 備考                                                                               |
| 2017年   | 2017年                                                                                                  | 2017年 | 2017年                                      | 2017年                                                                             |
| -------- | --- | --- | ------------------------------------------- | ---------------------------------------------------------------------------------- |
| 12月13日 | THE IDOLM@STER CINDERELLA MASTER 恋が咲く季節                                                           | 高垣楓（早見沙織）、本田未央（原紗友里）、藤原肇（鈴木みのり）、荒木比奈（田辺留依）、喜多見柚（武田羅梨沙多胡）、佐久間まゆ（牧野由依）、村上巴（花井美春）、関裕美（会沢紗弥）、緒方智絵里（大空直美） | 「恋が咲く季節」                            | ゲーム『アイドルマスター シンデレラガールズ』関連曲                                |
| 12月13日 | THE IDOLM@STER CINDERELLA MASTER 恋が咲く季節                                                           | 高垣楓（早見沙織）、本田未央（原紗友里）、藤原肇（鈴木みのり）、荒木比奈（田辺留依）、喜多見柚（武田羅梨沙多胡）                                                                                         | 「always」                                  | ゲーム『アイドルマスター シンデレラガールズ』関連曲                                |
| 12月27日 | テレビアニメ「僕の彼女がマジメ過ぎるしょびっちな件」恋の四十八手 桃色篇                                 | 有山雫（武田羅梨沙多胡） | 「SPRING!!!」                               | テレビアニメ『僕の彼女がマジメ過ぎるしょびっちな件』関連曲                         |
| 2018年   | | |                                             |                                                                                    |
| 3月31日  | - | 喜多見柚（武田羅梨沙多胡） | 「お願い！シンデレラ」                      | ゲーム『アイドルマスター シンデレラガールズ スターライトステージ』関連曲           |
| 4月11日  | THE IDOLM@STER CINDERELLA GIRLS MASTER SEASONS SPRING!                                                  | 喜多見柚（武田羅梨沙多胡）、本田未央（原紗友里）、龍崎薫（春瀬なつみ） | 「Spring Screaming」                        | ゲーム『アイドルマスター シンデレラガールズ』関連曲                                |
| 7月18日  | THE IDOLM@STER CINDERELLA GIRLS STARLIGHT MASTER 19 With Love                                           | 関裕美（会沢紗弥）、荒木比奈（田辺留依）、村上巴（花井美春）、藤原肇（鈴木みのり）、喜多見柚（武田羅梨沙多胡）                                                                                           | 「always」                                  | ゲーム『アイドルマスター シンデレラガールズ スターライトステージ』関連曲           |
| 11月9日  | THE IDOLM@STER CINDERELLA GIRLS 6thLIVE MERRY-GO-ROUNDOME!!! MASTER SEASONS SPRING! SOLO REMIX          | 喜多見柚（武田羅梨沙多胡） | 「Spring Screaming」                        | ゲーム『アイドルマスター シンデレラガールズ』関連曲                                |
| 11月21日 | THE IDOLM@STER CINDERELLA GIRLS STARLIGHT MASTER 23 Twin☆くるっ★テール                                  | 喜多見柚（武田羅梨沙多胡）、村上巴（花井美春） | 「Lunatic Show 〜For SS3A rearrange Mix〜」 | ゲーム『アイドルマスター シンデレラガールズ スターライトステージ』関連曲           |
| 2019年   | | |                                             |                                                                                    |
| 1月13日  | テレビアニメ「バミューダトライアングル ～カラフル･パストラーレ～」エンディング                          | ソナタ（武田羅梨沙多胡） | 「シャボン」                                | テレビアニメ『バミューダトライアングル 〜カラフル・パストラーレ〜』関連曲          |
| 6月19日  | THE IDOLM@STER CINDERELLA GIRLS LITTLE STARS! TAKAMARI☆CLIMAXXX!!!!!                                    | 喜多日菜子（深川芹亜）、喜多見柚（武田羅梨沙多胡）、南条光（神谷早矢佳）、日野茜（赤﨑千夏）、姫川友紀（杜野まこ）                                                                                       | 「TAKAMARI☆CLIMAXXX!!!!!」                  | テレビアニメ『アイドルマスター シンデレラガールズ劇場』エンディングテーマ          |
| 6月19日  | THE IDOLM@STER CINDERELLA GIRLS LITTLE STARS! TAKAMARI☆CLIMAXXX!!!!!                                    | 喜多見柚（武田羅梨沙多胡） | 「TAKAMARI☆CLIMAXXX!!!!!」                  | テレビアニメ『アイドルマスター シンデレラガールズ劇場』関連曲                      |
| 2020年   | | |                                             |                                                                                    |
| 1月8日   | THE IDOLM@STER CINDERELLA GIRLS STARLIGHT MASTER 35 Palette                                             | 喜多見柚（武田羅梨沙多胡）、堀裕子（鈴木絵理） | 「友達の唄」                                | ゲーム『アイドルマスター シンデレラガールズ スターライトステージ』関連曲           |
| 11月11日 | THE IDOLM@STER CINDERELLA GIRLS LITTLE STARS EXTRA! ダイアモンド・アテンション                          | 喜多見柚（武田羅梨沙多胡）、難波笑美（伊達朱里紗）、椎名法子（都丸ちよ）、ナターリア（生田輝）、脇山珠美（嘉山未紗）                                                                                     | 「ダイアモンド・アテンション」              | Webアニメ『アイドルマスター シンデレラガールズ劇場 Extra Stage』エンディングテーマ |
| 2021年   | | |                                             |                                                                                    |
| 2月3日   | THE IDOLM@STER CINDERELLA GIRLS LITTLE STARS EXTRA! 君のステージ衣装、本当は…                           | 喜多見柚（武田羅梨沙多胡） | 「思い出じゃない今日を」                    | Webアニメ『アイドルマスター シンデレラガールズ劇場 Extra Stage』エンディングテーマ |
| 11月17日 | THE IDOLM@STER CINDERELLA GIRLS STARLIGHT MASTER GOLD RUSH! 12 パ・リ・ラ                               | ナターリア（生田輝）、喜多見柚（武田羅梨沙多胡）、城ヶ崎莉嘉（山本希望）、浜口あやめ（田澤茉純）、及川雫（のぐちゆり）                                                                                   | 「パ・リ・ラ（M@STER VERSION）」            | ゲーム『アイドルマスター シンデレラガールズ スターライトステージ』関連曲           |
| 11月17日 | THE IDOLM@STER CINDERELLA GIRLS STARLIGHT MASTER GOLD RUSH! 12 パ・リ・ラ                               | 喜多見柚（武田羅梨沙多胡） | 「パ・リ・ラ（M@STER VERSION）」            | ゲーム『アイドルマスター シンデレラガールズ スターライトステージ』関連曲           |
| 2022年   | | |                                             |                                                                                    |
| 1月19日  | THE IDOLM@STER CINDERELLA GIRLS 10th ANNIVERSARY M@GICAL WONDERLAND TOUR!!! CosmoStar Land オリジナルCD | 喜多見柚（武田羅梨沙多胡） | 「恋が咲く季節」 「always」                 | ゲーム『アイドルマスター シンデレラガールズ』関連曲                                |
| 2023年   | | |                                             |                                                                                    |
| 6月10日  | THE IDOLM@STER CINDERELLA GIRLS 燿城夜祭 -かがやきよまつり- 会場オリジナルCD                            | 喜多見柚（武田羅梨沙多胡） | 「ダイアモンド・アテンション」              | Webアニメ『アイドルマスター シンデレラガールズ劇場 Extra Stage』関連曲             |
| 2024年   | | |                                             |                                                                                    |
| 4月10日  | THE IDOLM@STER CINDERELLA GIRLS STARLIGHT MASTER HEART TICKER! 05 Teeenage☆Groovin'                     | 喜多見柚（武田羅梨沙多胡）、椎名法子（都丸ちよ）、棟方愛海（藤本彩花） | 「Teeenage☆Groovin'（M@STER VERSION）」     | ゲーム『アイドルマスター シンデレラガールズ スターライトステージ』関連曲           |
| 4月10日  | THE IDOLM@STER CINDERELLA GIRLS STARLIGHT MASTER HEART TICKER! 05 Teeenage☆Groovin'                     | 喜多見柚（武田羅梨沙多胡） | 「Teeenage☆Groovin'（M@STER VERSION）」     | ゲーム『アイドルマスター シンデレラガールズ スターライトステージ』関連曲           |

## ライブ・イベント

### 合同ライブ
| 出演日               | タイトル                                                                                  | 会場                                        |
| -------------------- | ----------------------------------------------------------------------------------------- | ------------------------------------------- |
| 2017年11月19日       | アイドルマスター シンデレラガールズ 6th Anniversary Memorial Party                        | 舞浜アンフィシアター（千葉県）              |
| 2018年9月8日・9日    | THE IDOLM@STER CINDERELLA GIRLS SS3A Live Sound Booth♪                                    | ヤマダグリーンドーム前橋（群馬県）          |
| 2018年12月2日        | THE IDOLM@STER CINDERELLA GIRLS 6thLIVE MERRY-GO-ROUNDOME!!!                              | ナゴヤドーム（愛知県）                      |
| 2019年9月3日・4日    | THE IDOLM@STER CINDERELLA GIRLS 7thLIVE TOUR Special 3chord♪ Comical Pops!                | 幕張メッセ国際展示場 9-11番ホール（千葉県） |
| 2021年1月10日        | THE IDOLM@STER CINDERELLA GIRLS Broadcast & LIVE Happy New Yell!!!                        | 幕張メッセ国際展示場 1-3番ホール（千葉県）  |
| 2022年1月29日・30日  | THE IDOLM@STER CINDERELLA GIRLS 10th ANNIVERSARY M@GICAL WONDERLAND TOUR!!! Tropical Land | ライブ配信（ASOBISTAGE）                    |
| 2022年4月3日         | THE IDOLM@STER CINDERELLA GIRLS 10th ANNIVERSARY M@GICAL WONDERLAND!!!                    | ベルーナドーム（埼玉県）                    |
| 2022年11月26日・27日 | THE IDOLM@STER CINDERELLA GIRLS Twinkle LIVE Constellation Gradation                      | ベルーナドーム（埼玉県）                    |